# 東京のプリンスたち
『東京のプリンスたち』（とうきょうのプリンスたち）は、深沢七郎作の中編小説。ロカビリーに熱狂する青年たちを主人公にした作品で、エルヴィス・プレスリー好きの高校生たちの自由な姿を、交互に平行して描く構成となっている。1959年（昭和34年）、雑誌『中央公論』10月号に掲載され、同年11月30日に中央公論社より単行本刊行された。

## 作品背景
深沢七郎自身もエルヴィス・プレスリーの大ファンで、プレスリーのことを「キリストの再来」と言っていたほど褒めており、自身の農場「ラブミー農場」も、プレスリーの「ラヴ・ミー・テンダー」にちなんで名付けている。また、深沢は自由や旅を好み、人や物から束縛されることが嫌いで、人から貰った高価な花瓶が床に落ち、破損してしまった時に、「ああ、よかった」と手を打って喜んだというエピソードもある。

## あらすじ
高校生の秋山洋介、田中正夫、伊藤常雄、山崎登、渡辺公次、工員の佐藤は、エルヴィス・プレスリーが大好きで音楽喫茶に出入りする十代の若者である。秋山洋介は授業中、居眠りをし元帥（数学教師）に職員室に呼ばれた。前の授業をさぼったことも居眠りも自分が悪かったので、洋介は黙って時間を過ぎるのを待っていたが、元帥は以前洋介が愚連隊にからまれ喧嘩したことをねちっこく蒸し返すので、洋介は腹が立ってきた。それは警察も親も、洋介が悪くなかったと判ってくれて済んだことだった。洋介は怒りで膝がふるえ、どうせ足をゆすっていると思われるのなら、思いっきりゆすってやれと洋介は足を激しくゆすった。すると頭の中にエルヴィスの「ベビー・アイ・ドント・ケア」が流れてきて、さらに教師を睨みながらリズムを刻んだ。頭を殴られた洋介は、拳で元帥を殴り返しながら、学校を止めようと覚悟した。洋介はその後、運送屋で働く。
伊藤常雄は学校へいくのは嫌いだったが、行けば母親の機嫌がいいし、門をくぐれば鎖につながれた犬になったつもりでやりすごしていた。クラブの会費だと嘘をつき、母親から小遣いをくすねることも、内心すまないと常雄は思うが、母親に説明してもわかってもらえないし、喧嘩になるのも嫌だから仕方ないと考えている。山崎登は、工員の佐藤が或る未亡人に買われて小遣い稼ぎをしているのを聞いて自分もやることにし、その金を見越して欲しかった靴を先に買った。渡辺公次は、自営業の父親が、金が入って機嫌がいいタイミングに小遣いがもらえた。「少しは勉強しろよ」と言う父の言葉に、心の中で、「わかってるわかってる、心配などいらねえよ」と思ったが黙ったまま遊びに行く。
田中正夫は渡辺の二階の部屋でエルヴィスを聞きながら、「原子爆弾ノ実験ト実在」という天文学の本を読み、エルヴィスの噂話をしているうちに時間が過ぎ、母親から頼まれていた用事をすっぽかす。次の日の朝、正夫はテンコとのデート代を母親から貰い、映画を見るがぐずぐずした恋愛映画に退屈し途中で出た。正夫は女なら誰でもいい下半身の重苦しさからテンコを休憩旅館に連れていくが、テンコは抵抗をみせた。そのとき階下のラジオからエルヴィスの「マネー・ハネー」が流れてきた。正夫はリズムに乗って踊るうちに気分が爽快になり、重苦しさから解放され、すぐにテンコとそこを出て音楽喫茶へ行った。店には他の連中もいた。渡辺がエルヴィスの新譜ドーナツ盤「アイ・ニード・ユア・ラブ・トゥナイト」を買って来た。今夜はこの新曲を思う存分聴こうと、秋山洋介は思ったが、配達の仕事で疲れ、壁に寄りかかり倒れそうになり、眠ってしまってはダメだと肱で壁を突いた。

## 登場人物
秋山洋介
マンボやエルヴィス・プレスリーが好き。駅の裏通りで愚連隊に言いがかりをつけられて喧嘩したことがある。数学教師・元帥を殴り、高校を退学後は運送屋で働く。
田中正夫
秋山洋介のクラスメート。C高の高校生。多くの女友達がいるが、誰が誰か適当にしか覚えていないので、ごっちゃになっている。
B大の学生
ドヴォルザークの「新世界」、チャイコフスキーの「悲愴」、ブラームスのピアノソナタなど、シンフォニーや歌劇などのクラシック音楽ばかりかけたがる。
伊藤常雄
秋山洋介と田中正夫のクラスメート。ポマードはつけない主義。ロックンロールも聴かないで暴力ばかり振るう愚連隊を下等動物だと思って軽蔑している。
伊藤常雄の母親
息子が学校に出かける時は安心して機嫌がいいので、息子の嘘に気づかず、すぐ金を渡す。
女学生
田中が連れてきた脛に包帯をしている女学生。K高のラグビー部の学生とも付き合っている。
佐々木
包帯の女学生の友達。かぼちゃのような頭の色の黒い女学生。
佐藤
秋山洋介たちの音楽友達。工場で働いている。胸に病気を持ち、体の調子が悪い。ペンフレンドの会で知り合った未亡人の性交相手をして小遣いを稼ぐ。
元帥
C高の数学の教師。授業をさぼったり居眠りする秋山洋介を呼び出して叱る。
教頭
C高の教頭。小人のように背が低く禿げ頭。元帥を殴る秋山洋介を平手で叩くが、逆に腹をつかれる。
背の高い女
20歳。田中の女友達。小麦色の肌。目は細いが魅力的。
山崎登
秋山洋介と田中正夫たちの同級生。未亡人の相手をする佐藤のアルバイトの話を聞き、次週未亡人と約束する。家にレコードプレイヤーがない。
渡辺公次
秋山洋介と田中正夫たちの同級生。家はガードのすぐ横で「渡辺運輸」という運送会社をやっている。無免許のくせに、夜中に会社のトラックを運転手を連れて、交代して運転することがある。音楽友達がよく渡辺の四畳半の部屋に集まる。
マーチャン
「渡辺運輸」で働いているトラック運転手。職人刈り頭で背中が曲がって、顔も猿に似ている。公次と仲がいい。
渡辺公次の両親
運送会社をやっている。家の一階に事務所がある。ふだんは息子に口やかましいが、息子の友達付き合いには気遣いを見せ干渉しない優しい父親。息子の買ってくる服をチンピラみたいだと言う母親。
田中正夫の両親
用事をすっぽかした息子をたしなめる父親。息子が恥をかかないように多めのデート代を渡す、太っている母親。
テンコ
田中正夫の女友達。正夫が自分以外にも付き合っている女がいることを気にする。

## 作品評価・解釈
三島由紀夫は『東京のプリンスたち』を「心情の美しさに充ちた作品」だと評し、「刻々に移りゆき、刻々に変幻する十代の少年男女の心理は、ここではそのまま音楽に化身してゐる。これは現代そのもののフーガだ。今まで誰もが求めながら、誰もが実現しなかつた真の『若さ』の純粋な表現がここにある」と賞讃している。また、深沢が作中に多くの流行語をまじえながらも、「完全に現実を遮断した文体」を作っていることに敬意を表すると述べつつ、作品の最後で一人の青年が激しい睡魔におそわれる場面に触れ、「重い眠りの姿で登場人物の肩にのしかかりながら『現実』が姿を現はすおそろしい効果はすばらしい」と解説している。
日沼倫太郎は、『東京のプリンスたち』を、「何ものにもとらわれることのない人間の理想の生き方を、ロカビリーに熱狂する一群の青年たちの姿をかりて追求した小説」だと評し、深沢七郎の旅好きな面に触れつつ、「ここに日本近代文学が明治以降一度も定着出来なかった旅の思想、『伊勢物語』や芭蕉を源流とする流転文学の系譜がよびもどされている」と考察しながら、この「旅にも似た束縛のない生き方」を、十代の明るい世界に置きかえてはいるが、「本質的にはかなり暗い小説」だと解説している。
また、複数の登場人物を交互に並行して描くという構成に触れつつ、そういった深沢の「メタフィジックが周到な配慮の下にかたられている」場面が特徴的に示されているのは、「正夫がエルヴィスを聴きながら、明治時代に出版された天文学の書物を拾いよむ場面」だと解説している。そして、深沢が天文学の文章のパラグラフを六個所も執拗に入れている理由について、「世界が、その本質としてエネルギーも速度もないノッペラボーの空間であること、個人もまた発生と終末を無によって包囲されていることを強調したかったからだ」とし、主人公の高校生たちの「明るい生活」は、「未来に無を約束された生活の束の間のあかるさなのである」と解説している。

## テレビドラマ化
- 文芸劇場『東京のプリンスたち』（NET）
  - 1959年（昭和34年）12月10日 木曜日 20:00 - 21:00
  - 脚本：池田一朗（隆慶一郎）。演出：山本隆則。
  - 出演：清水紀八郎、葦原邦子、長谷川明男、恩田清二郎、米倉斉加年、田中正憲、浦野みどり、笈田勝弘

## おもな刊行本
- 『東京のプリンスたち』（中央公論社、1959年11月30日）
  - 装幀：久里洋二。帯文：三島由紀夫。
- 文庫版『楢山節考』（新潮文庫、1964年7月30日。改版1987年）
  - カバー装画：安野光雅。楽譜（著者自筆）。付録・解説：日沼倫太郎。
  - 収録作品：月のアペニン山、楢山節考、東京のプリンスたち、白鳥の死